# Jardines de Miguel Ángel Blanco
Los jardines de Miguel Ángel Blanco son una zona verde situada en la calle Federico Salmón de Madrid, en el distrito de Chamartín. Su nombre rinde homenaje a Miguel Ángel Blanco, concejal de Ermua asesinado por ETA en 1997. Tiene una extensión aproximada de 3000 metros cuadrados.

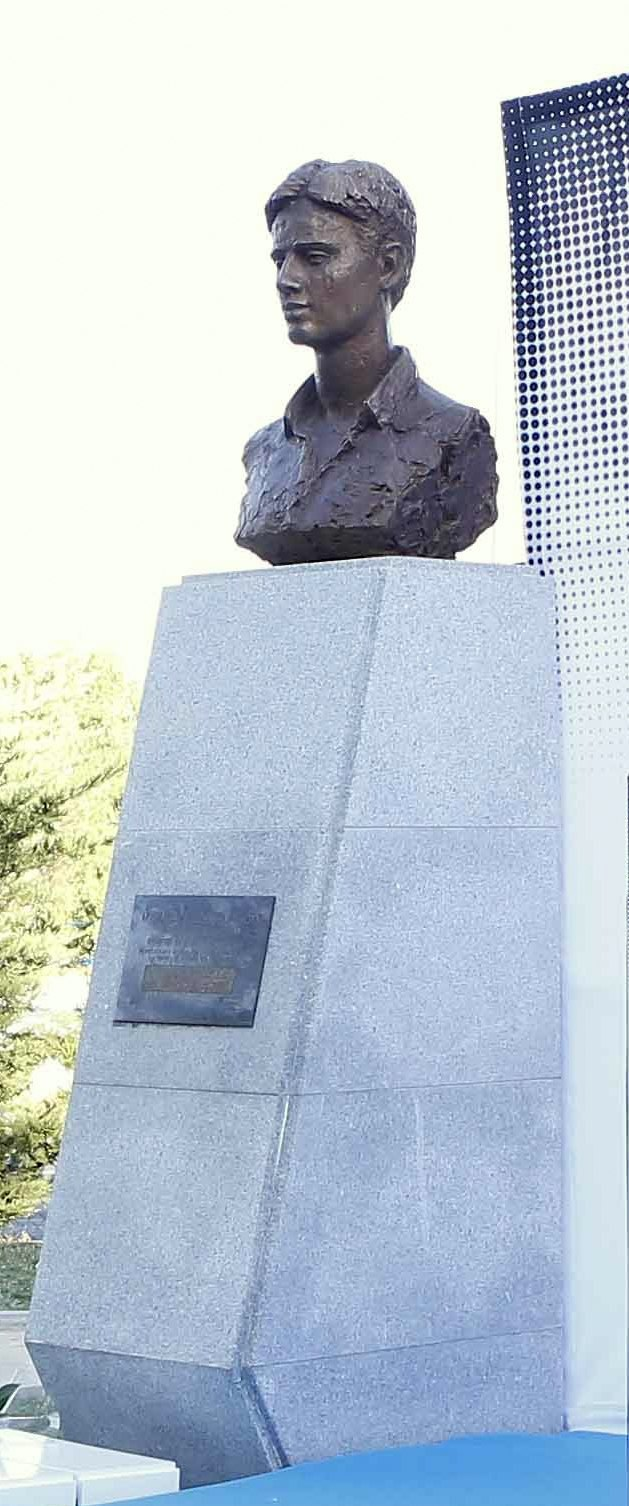
Busto de Miguel Ángel Blanco, en los jardines a los que da nombre, obra de Diana García Roy. En la placa se lee: «Siempre en nuestra memoria. En recuerdo a Miguel Ángel Blanco y a todas las víctimas del terrorismo»

El pleno del Ayuntamiento de Madrid acordó en julio de 2012, por unanimidad, dar el nombre de Miguel Ángel Blanco a un espacio público de la capital. En mayo de 2014, el distrito de Chamartín, tras acordarlo con la familia del concejal asesinado y la Fundación que lleva su nombre, propuso que se diese el nombre de jardines de Miguel Ángel Blanco a una zona verde en rehabilitación situada en la calle Federico Salmón, junto a la plaza de José María Soler. Los jardines fueron inaugurados por la alcaldesa de Madrid, Ana Botella, el 11 de julio de 2014. En el parque se encuentra un busto de Miguel Ángel Blanco, obra de la escultora navarra Diana García Roy, que también había realizado el busto instalado en Ermua en 2010.